# 皮革城站
皮革城站是杭海城际铁路的一个车站，位于中华人民共和国浙江省嘉兴市海宁市海洲街道海州西路和广顺路交叉口，于2021年6月28日正式启用。海宁中国皮革城位于车站东侧。

## 车站结构

### 车站楼层
皮革城站为地下二层岛式车站，站厅位于负一层，站台位于负二层。
| -1层 | 站厅               | 售票機、客服中心、商店、警务室、安检设施 |  |  |
| -2层 |                    | █ 杭海城际 往临平南高铁站（斜桥）        |  |  |
|      | 岛式站台，左侧开门 |                                          |  |  |
|      |                    | █ 杭海城际 往浙大国际校区（海昌路）      |  |  |

### 出入口
本站有A、B、C、D四个出入口。